# Blackey (Kentucky)
Blackey es una ciudad ubicada en el condado de Letcher en el estado estadounidense de Kentucky. En el Censo de 2010 tenía una población de 120 habitantes y una densidad poblacional de 149,13 personas por km².

## Geografía
Blackey se encuentra ubicada en las coordenadas 37°8′26″N 82°58′46″O / 37.14056, -82.97944. Según la Oficina del Censo de los Estados Unidos, Blackey tiene una superficie total de 1.29 km², de la cual 1.29 km² corresponden a tierra firme y (0%) 0 km² es agua.

## Demografía
Según el censo de 2010, había 120 personas residiendo en Blackey. La densidad de población era de 149,13 hab./km². De los 120 habitantes, Blackey estaba compuesto por el 100% blancos, el 0% eran afroamericanos, el 0% eran amerindios, el 0% eran asiáticos, el 0% eran isleños del Pacífico, el 0% eran de otras razas y el 0% pertenecían a dos o más razas. Del total de la población el 0% eran hispanos o latinos de cualquier raza.